# 曹张乡
曹张乡，曾是中华人民共和国山西省忻州市忻府区下辖的一个乡镇级行政单位。2021年5月，撤销高城乡、曹张乡，合并设立忻口镇。以原高城乡和原曹张乡的行政区域为忻口镇的行政区域。

## 行政区划
曹张乡下辖以下地区：
北兰台村、南曹张村、中曹张村、北曹张村、代郡村、高村、伏虎庄村、令狐庄村、谷村、小智村和解村。